# 橋本達也 (俳優)
橋本 達也（はしもと たつや、6月3日 - ）は、日本の俳優、声優。身長166cm。体重56kg。血液型はAB型。千葉県出身。グラート、THE 黒帯所属（業務提携）。
程嶋しづマ・早川剛史とは役者ユニット「トリプルH」を組み、舞台公演やイベントなどで活動する。

## 出演作品

### テレビドラマ
- イノセント・デイズ 第2話・第5話（2018年3月25日・4月15日、WOWOW）
- 100文字アイデアをドラマにした! 第6話（2020年2月24日、テレビ東京）
- RISKY（2021年3月26日〔25日深夜〕-5月7日、MBS） - 部長 役

### ウェブドラマ
- 1ページの恋 第1話（2019年2月18日、AbemaSPECIAL）

### ゲーム
- スーパーヒーロージェネレーション（2014年、バルキー星人〈SD〉）

### 特撮
- ウルトラシリーズ
  - ウルトラマンギンガ（宇宙海人バルキー星人〈SD〉の声）
    - ウルトラマンギンガ 劇場スペシャル（宇宙海人バルキー星人（SD）の声）

  - 新ウルトラマン列伝（宇宙海人バルキー星人（SD）の声）
  - ウルトラマンギンガS（宇宙海人バルキー星人（SD）の声）
  - ウルトラマンX（春木 / 宇宙海人バルキー星人ハルキの声[2]）
  - ウルトラマンZ (バロッサ星人3代目の声)

### ボイスドラマ
- トライスクワッド ボイスドラマ（2019年）